# Jesper Christiansen
Jesper Ringsborg Christiansen (Roskilde, 24 aprile 1978) è un ex calciatore danese, di ruolo portiere.

## Caratteristiche tecniche
Nato attaccante, diventa poi portiere.

## Carriera
Inizia a giocare a 17 anni in Serie 3, il quarto livello del calcio danese. Nel 1997 il Roskilde B 1906 gli offre un contratto e Christiansen ci giocò una stagione prima di passare all'Ølstykke FC.
Nel 1998 fu acquistato dall OB, che in quell'anno giocava nella prima divisione danese, il secondo livello nazionale. Christiansen aiutò alla promozione della squadra.
Nel 2000 si trasferisce così agli scozzesi del Rangers dove non riesce a trovare spazio e così la società scozzese decide di cederlo in prestito, prima al Vejle BK e in seguito in Germania al Wolfsburg.
Nel calciomercato invernale del 2003-2004 fa ritorno in patria, al Viborg FF, e viene convocato dalla Nazionale danese con cui debutta il 2 giugno 2005 nella partita vinta dalla Danimarca per 1-0 contro la Finlandia.
Nell'estate del 2005 viene acquistato dal København, dove gli viene data la maglia numero 1. Il debutto con la maglia dell'FCK arriva il 20 luglio 2005 nella trasferta di Aalborg dove la squadra di casa vinse per 1-0.

## Palmarès
- Campionato danese: 3

Copenaghen: 2005-2006, 2006-2007, 2009-2010